# Karpathos flygplats
Karpathos flygplats (IATA: AOK, ICAO: LGKP) är en flygplats på den grekiska ön Karpathos. Hit flyger Braathens Regional Airlines och Thomas Cook Airlines Scandinavia från Skandinavien.